# Liste bekannter Sängersklavinnen

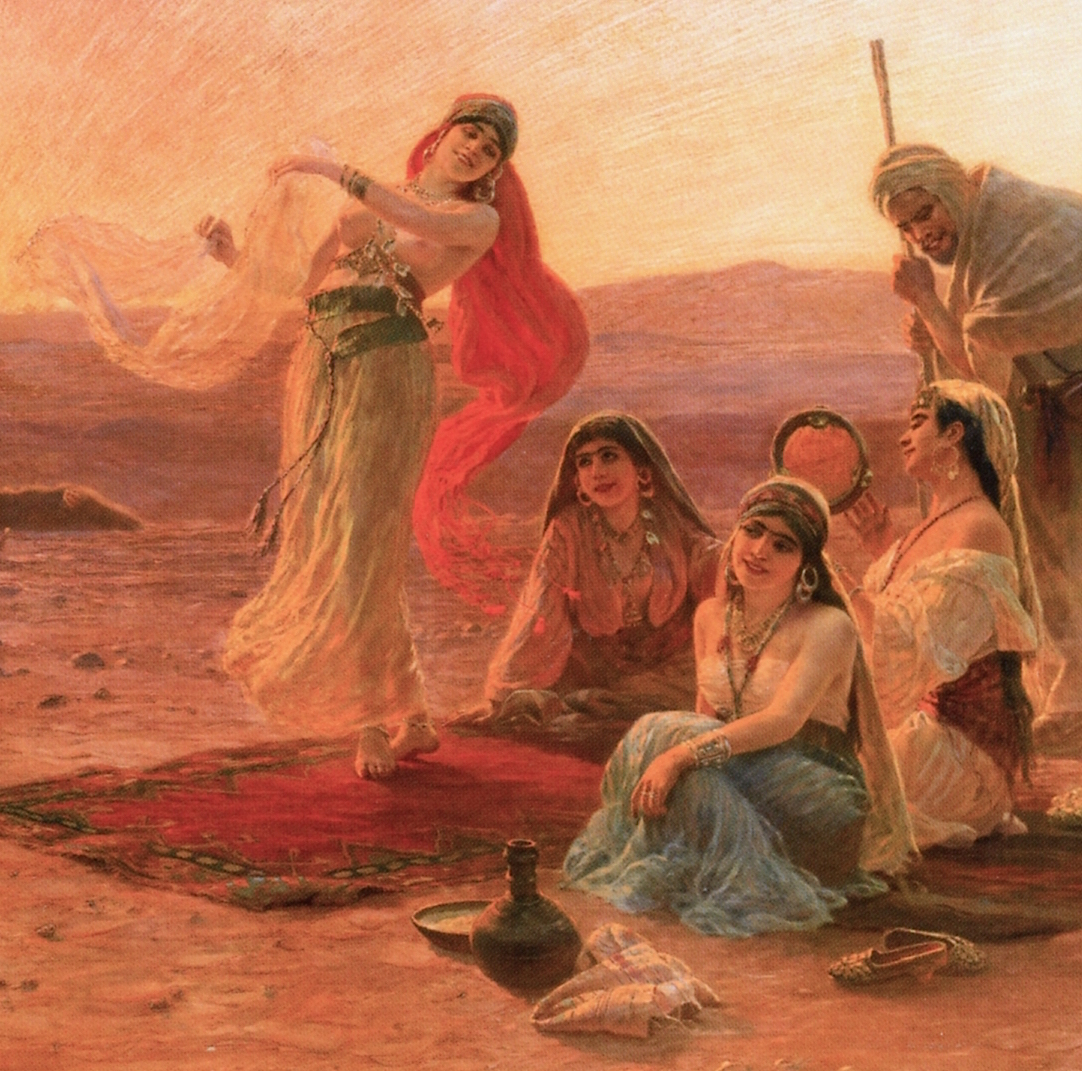
Sängersklavinnen. Gemälde von Otto Pilny (1866–1936)

Die Liste bekannter Sängersklavinnen umfasst die Namen jener historischen Frauen, die namentlich in der klassisch-arabischen Literatur als Qiyan, das heißt als Sängerinnen bzw. Sängersklavinnen, Erwähnung finden.

## Hintergrund
→ Hauptartikel: Sängersklavin
Die Qiyan, zu Deutsch etwa Sängerinnen bzw. Sängersklavinnen, waren eine soziale Gruppe von Frauen, die als Unterhaltungskünstlerinnen in vormodernen arabisch-islamischen Gesellschaften lebten. Der Begriff Qiyān wurde sowohl für Sklavinnen als auch freie Frauen angewendet, wobei letztere deutlich die Minderheit bildeten. Die Qiyan waren nur nicht Sängerinnen und Tänzerinnen, sondern vielfach auch Konkubinen und Kurtisanen. Viele waren hochgebildet und genossen Zugang zu den höchsten Gesellschaftsschichten, einschließlich der Kalifen; einige übten auf diese starken Einfluss aus und waren selbst Mütter späterer Herrscher.

## Liste bekannter Sängersklavinnen mit Wikipedia-Artikel (alphabetisch)
- ʿAdschība (gest. im 13. Jahrhundert), Sängersklavin und Konkubine des vierten Ayyubiden-Sultans al-Kamil Muhammad (reg. 1218–1238)
- Amal, (gest. im 8../9. Jahrhundert) Sängersklavin von Salih ibn al-Raschid, einem Sohn von Harun al-Raschid.
- Arib al-Mamuniyya (geb. um 790; gest. um 880), Sängersklavin, Dichterin
- Arim (9. Jahrhundert), Sängersklavin des Sklavenhändlers Zalbahda al-Nahahas, der sie an einen Schreiber in Bagdad verkaufte.
- Atika bint Schuhda (8. Jahrhundert), Sängersklavin, Musikerin, Komponistin und Dichterin
- Aziz, Sängersklavin des dritten Emirs von Cordoba, al-Hakam bin Hischam
- Bidʿa al-Kabīra (gest. 915), Sängersklavin und Dichterin im Besitz von Arib al-Mamuniyya
- Bunān (gest. wohl im 9. Jahrhundert), Sängersklavin und Konkubine des zehnten Abbasiden-Kalifen al-Mutawakkil (822–861, reg. 847–861)
- Chansa al-Barmakiya (8./9. Jahrhundert), Sängersklavin eines Familienmitglieds der Barmakiden.
- Da'f, Sängersklavin und Lieblingssklavin des sechsten Abbasiden-Kalifen al-Amin (787–813; reg. 809–813).
- Dananir al-Barmakiya (gest. nach 803), Sängersklavin vom Abbasiden-Wesir Yahyā ibn Chālid
- Dananir al-Kufiya (gest. vor 823/4), aus Kufa stammende Sängersklavin von Ibn Kunasa
- Dschaida (gest. im 10. oder 11. Jahrhundert), Sängersklavin von Saif al-Daula bin Hamdan, dem Hamdaniden-Emir von Aleppo und Mossul
- Dschamīla, ‚die Schöne‘, (geb. im 7. Jahrhundert, gest. 720), medinensische Qiyan-Sängerin, -Musikerin und -Dichterin
- Dschullanar (gest. vor 854/855), Sängersklavin aus Kufa, Irak
- Fadl al-Scha'ira (gest. 871/874), Sängersklavin des Abbasiden-Kalifen al-Mutawakkil (822–861, reg. 847–861)
- Farida, die Ältere (im 9. Jahrhundert), Sängersklavin und mutmaßliche Konkubine des sechsten Abbasiden-Kalifen al-Amin (787–813, reg. 809–813)
- Farida, die Jüngere (gest. 9. Jahrhundert), Sängersklavin, Konkubine und Favoritin des neunten Abbasiden-Kalifen al-Wathiq[1][2] sowie seines Nachfolgers al-Mutawakkil (reg. 847–861), der sie zur Ehefrau nahm. Das Paar hatte einen gemeinsamen Sohn.
- Fatik (9. Jahrhundert), Sängersklavin des dritten Emirs von Cordoba, al-Hakam bin Hischam.
- Funun (gest. im 9. oder 10. Jahrhundert), Sängersklavin des persischen Sufi-Gelehrten Yahya ibn Mu'adh ar-Razi
- Futun al-Adiliya (gest. im 12. oder 13. Jahrhundert) Sängersklavin des Ayyubiden-Sultan Al-Adil I., dem Bruder von Saladin
- Ghaḍīḍ (gest. 809), "die Lustvolle", auch Ghuṣaṣ, war eine Sklavin und Konkubine des fünften Abbasiden-Kalifen Harun al-Raschid und Mutter seiner Töchter Ḥamdūna und Fatima
- Ghādir (gest. 789/90), Sängersklavin und Konkubine des vierten Abbasiden-Kalifen al-Hādī (766/767–786), sowie eine Ehefrau seines Bruders und Nachfolgers Harun al-Raschid (766–809)
- Hasana (8. Jahrhundert), Sängersklavin und Konkubine des dritten Abbasiden-Kalifen al-Mahdi.
- Hulla (8./9. Jahrhundert), Sängersklavin des dritten Abbasiden-Kalifen al-Mahdi.
- ʽInān al-Nāṭifīya (gest. 840/1), Dichterin und Sängersklavin; Konkubine des fünften Abbasiden-Kalifen Harun al-Raschid
- al-Karakiya (13. Jahrhundert), Sängersklavin des Mamluken-Sultans Baibars I. (reg. 1260–1277)
- Khuzama (9. Jahrhundert), Sängersklavin; Vertraute des Abbasiden-Prinzen Abdallah ibn al-Mu'tazz.
- Lihaz, (13. Jahrhundert), Sängersklavin, Teilnehmerin des Sänger-Madschlis des Abbasiden-Kalifen Al-Musta'sim bi-'llah (1212–1258).
- Maknuna (8. / 9. Jahrhundert), Sängersklavin des dritten Abbasiden-Kalifen al-Mahdi
- Mahbuba (9. Jahrhundert), Sängersklavin und Dichterin, sowie eine Konkubine des zehnten Abbasiden-Kalifen al-Mutawakkil (822–861, reg. 847–861)
- Matal (9. Jahrhundert), Sängersklavin von Ibrahim ibn al-Mudabbir
- Mutaiyam al-Haschimiya (gest. 838), Dichterin, Sängersklavin und Konkubine des Ali bin Hischam, eines Vertrauten des siebten Abbasiden-Kalifen al-Ma'mun
- Murad (geb. im 8. oder 9. Jahrhundert, gest. 9. Jahrhundert), Dichterin und Sängersklavin des Ali bin Hischam (gest. 832/833)
- Nabt (9. Jahrhundert), Sängersklavin und Konkubine des fünfzehnten Abbasiden-Kalifen al-Muʿtamid (842/844–892, reg. 870–892)
- Nasim (8./9. Jahrhundert), Sängersklavin von Ahmad ibn Yusuf al-Katib (gest. 828)
- Qurrat al-ʿAin (9. Jahrhundert), Favoritin des achten Abbasiden-Kalifen al-Muʿtasim (794–842), erwähnt in Tausendundeine Nacht (→ Die Liebe von Abu ʿIsa zu Qurrat al-ʿAin)
- Rabi'a, auch Rabi'a bin Nawus (geb. im 8. oder 9. Jahrhundert, gest. im 8. oder 9. Jahrhundert), Sängersklavin des Ishaq bin Ibrahim al-Mus'abi, eines Cousins des Gründers der Tahiriden-Dynastie
- Radah (11. Jahrhundert), Sängersklavin des Cordoba-Kalifen Abd ar-Rahman V.
- Raghd (10. Jahrhundert), Sängersklavin von al-Mughira, einem Bruder des zweiten Cordoba-Kalifen al-Hakam II.
- Raiya (9. Jahrhundert) war eine Sängersklavin, Dichterin und mutmaßliche Konkubine des zehnten Abbasiden-Kalifen al-Mutawakkil (847–861)
- Sarīra al-Rāʾiqiyya (gest. 959), Sängersklavin und Konkubine von Abu Bakr Muhammad ibn Rāʾiq (gest. 942), dem ersten Amir al-Umara (Emir der Emire), später Ehefrau von Al-Hussain ibn Sa'id ibn Hamdan
- Schariya (ca. 815 – ca. 870), Sängersklavin am Hofe des Abbasiden-Kalifen al-Wathiq
- Schakla (um 760 - bis 8./9. Jahrhundert), Sängersklavin und Konkubine des Abbasiden-Kalifen al-Mahdi, Mutter von Ibrahim ibn al-Mahdi
- Sukūn (gest. im 8. oder 9. Jahrhundert), Sängersklavin und Konkubine von Tahir bin al-Hussain (gest. 822)
- Surur (gest. im 12. oder 13. Jahrhundert), Sängersklavin und Konkubine des al-Aziz 'Uthman (1171–1198, reg. 1193–1198), dem zweiten Sultan der Ayyubiden-Dynastie und Sohn des legendären Saladin (1137–1193)
- Taima (8./9. Jahrhundert), Sängersklavin des Khuzayma ibn Khazim eines berühmten Feldherrn der Abbasiden-Kalifen Harun al-Raschid, Al-Amin, und al-Ma'mun.

## Liste bekannter Sängersklavinnen ohne Wikipedia-Artikel (alphabetisch)
Bei Personen ohne Wikipedia-Artikel ist eine Quelle anzugeben.
- Adil, Sängersklavin von Zainab bint Ibrahim al-Haschimiya zur Zeit des Kalifen al-Wathiq (reg. 842–847)[3]
- Aina, Sängersklavin des Fatimiden-Heerführers Badr al-Dschamali (gest. 1094)[4]
- Bada'i, Sängersklavin des Muhallimi, eine dunkelhäutige Muwallada (von ethnisch gemischter Herkunft), die als Kind in Oberägypten erstanden und literarisch ausgebildet wurde[5]
- Bahdscha, Sängersklavin des  dritten Emirs von Cordoba, al-Hakam ibn Hischam[6]
- Dastadscha, eine Sängersklavin aus dem Volk von Manbidsch, Syrien[7]
- Dimn, eine der großen Sängerinnen des Ishaq al-Mausili[8]
- Fatin, Sängersklavin von al-Hakam[9]
- Gharir, Sängersklavin des dritten Emirs von Cordoba, al-Hakam ibn Hischam[10]
- Haylana,[11][12] nicht zu verwechseln mit der gleichnamigen Haylāna[12]
- Muhdscha, Sängersklavin von al-Hakam ibn Hischam[13]
- Nāshib al-Mutawakkilliya (gest. wohl 9. Jahrhundert), mutmaßliche Sängersklavin im Haushalt des zehnten Abbasiden-Kalifen al-Mutawakkil (822–861, reg. 847–861)[14]
- Natiqa, Sängersklavin von Za'uni, zur Zeit der Regierungszeit der Dynastie der Ichschididen (935 bis 969)[15]
- Nuhba, Sängersklavin des Abu Ya'qub al-Churaimi (gest. um 831) eines Dichters aus Sogdien, der am Hof des Kalifen Harun al-Raschid wirkte[16]
- Qasim (9. Jahrhundert), Sängersklavin des Sklavenhändlers Ibn Tarhan / Ibn Turrihan[17]
- Safiya, Sängersklavin des Fatimiden-Heerführers Badr al-Dschamali (gest. 1094)[18]
- Sahib (9. Jahrhundert), Sängersklavin des Ibn Tarhan[19]
- Salma al-Yamamiya, die Sklavin des Abu Abbad[20]
- Samra[11][12]
- Scharf, die Sklavin der Umm Hussain[21]
- Su'da (11. Jahrhundert), Sängersklavin von Mu'tamid bin 'Abbad, Herrscher des Taifa-Emirats Sevilla[22]
- Tadschanni, Sängersklavin von Abu Muhammad al-Muhallabi.[23][24] Sie lebte zur Zeit von Abū l-Faradsch al-Isfahānī (897–967) und wurde in seinem Kitāb al-Imāʾ aš-šawāʿir (كتاب الإماء الشواعر / ‚Das Buch der Dichtersklavinnen‘) erwähnt.[25][26]
- Tuhfa, Sängersklavin von Abdallah Ibn al-Muta'zz (861–908)[27]
- Tuhfa, Sängersklavin der Arib al-Mamuniyya (gest. 880)[28]
- Tuhfa, (10./11. Jahrhundert) Sängersklavin des al-Hasan bin Isa bin al-Muqtadir[29]
- Zalum, die Sängersklavin von Muhammad bin Muslim[30]

### Arabische Primärquellen
- Abū l-Faradsch al-Isfahānī (897–967): Qiyān - The Concubines (Kitāb al-Imāʾ aš-šawāʿir (كتاب الإماء الشواعر / ‚Das Buch der Dichtersklavinnen‘)), Riad El-Rayyes Books Ltd., London 1989, ISBN 1-85513-020-3
- Ibn Fadlallah al-Umari (1301–1349): Masālik al-abṣār fī mamālik al-amṣār. Ins Deutsche übersetzt von Yasemin Gökpinar: Der ṭarab der Sängersklavinnen: Masālik al-abṣār fī mamālik al-amṣār von Ibn Faḍlallāh al-ʿUmarī (gest. 749/1349): Textkritische Edition des 10. Kapitels Ahl ʿilm al-mūsīqī mit kommentierter Übersetzung, Ergon Verlag, Baden-Baden 2021.

### Sekundärliteratur
- Fuad Matthew Caswell: The Slave Girls of Baghdad. I.B. Tauris, London 2011.
- Yasemin Gökpinar: Der ṭarab der Sängersklavinnen: Masālik al-abṣār fī mamālik al-amṣār von Ibn Faḍlallāh al-ʿUmarī (gest. 749/1349): Textkritische Edition des 10. Kapitels Ahl ʿilm al-mūsīqī mit kommentierter Übersetzung, Ergon Verlag, Baden-Baden 2021.
- Michael Stigelbauer: Die Sängerinnen am Abbasidenhof um die Zeit des Kalifen Al-Mutawakkil : nach dem Kitāb al-Aġānī des Abu-l-Farağ al Iṣbahānī und anderen Quellen dargestellt. VWGÖ, Wien 1975.